# Microcachrys tetragona
Microcachrys tetragona je keřovitá, nízká, stále zelená rostlina rostoucí na chladných a vlhkých místech v horách jihoaustralského ostrova Tasmánie. Tato dřevina je jediným druhem monotypického rodu Microcachrys, který je zařazen do čeledi nohoplodovitých. Rostlina je endemit známý pouze z Tasmánie, kde se vyskytuje na centrální náhorní plošině a v pohořích na západě a jihu ostrova. V malých počtech tam roste na kamenitých stráních v nadmořské výšce 1000 až 1400 m n. m.
Vědecké jméno rodu Microcachrys je řeckého původu, znamená malý pupen a odkazuje na drobné samčí šištice velké pouhé 2 mm, jméno druhu tetragona odkazuje na větvičky čtyřhranného tvaru průřezu. V minulosti byla rostlina známa pod jménem Dacrydium tetragonum.

## Ekologie
Dřevina se vyskytuje v subalpínském až alpínském vegetačním stupni, na bezlesých či křovinatých hřebenech nebo rašeliništích. Nevadí jí sníh, mráz ani silné větry, snáší pokles teploty k −8 °C. Je však velmi citlivá na oheň, který se na mnoha místech koncem letních měsíců šíří v suchých travinách a křovinách. Roste velmi pomalu a může se dožít i stovky let, nejčastěji bývá ke spatření plazící se mezi kameny ve skalnatém terénu nad hranicí vzrůstnější vegetace. Nejlépe se jí daří na úrodné, dobře odvodněné hlinité půdě na plném slunci s dostatkem vláhy. V nižší nadmořské výšce, kde bývá vyšší teplota, roste na polostinných místech s vyšší vzdušnou vlhkostí. Vyskytuje se obvykle v areálu s průměrnými ročními srážkami okolo 1600 mm a více. Kvete od září do listopadu, jedlé plody dozrávají od března do května.
Microcachrys tetragona je pokládán za jednu z nejstarších dřevin na zeměkouli, její původ je situován do doby před 66 miliony roků. Dle palynologického datování měl velmi rozlehlou gondwanskou distribuci, dnes ale roste jen na jediném ostrově. Podle posledního zjišťování IUCN se vyskytuje ve více než 10, od sebe vzdálených horských lokalitách Tasmánie, z nichž většina je navíc v chráněných územích, populace je proto považována za stabilní (LC). Nepředpokládá se její hromadné ohrožení, v úvahu připadá nejvýše lokální poškození požárem.

## Popis
Stálezelený, trpasličí keř, který má buď šištice jen samčí či jen samičí, nebo na jedné rostlině vyrůstají jak samčí, tak i samičí. Jsou to nízké, do široka rozprostřené keře dosahují nejvýše do výšky 30 cm. Ze středu vyrůstají poléhavé až plazivé, ojediněle zakořeňující větve, které jsou dlouhé 40 až 100 cm m a hustě se větví. Větvičky jsou tlusté jen 1 až 1,5 mm, v průřezu jsou čtyřhranné a pravidelně porostlé drobnými, přitisklými, šupinovitými listy ve čtyřech protilehlých řadách. Listy jsou kýlnaté, trojhranné s tupým vrcholem, velké asi 1,5 × 1 mm a jsou překřížené nebo šupinovitě kladené, stomata mají pouze na vnitřní (spodní) straně a vydrží na dřevině po mnoho let.
Samčí vejčité šištice bývají velké asi 3 mm a obsahují dvacet a více prašníků s pylem, jsou nenápadné a vyrůstají na koncích větviček, po vyprášení pylu opadají Samičí šištice jsou vejčitého až kulovitého tvaru, dlouhé 6 až 8 mm, široké 3 až 4 mm a vyrůstají také na koncích větví, mají dvacet až třicet kulatých, masitých, semenných šupin s vajíčky, která se opylují pylem přenášeným větrem.
Při zrání získávají samičí šištice tvar podobný plodům moruší a barví se jasně šarlatově červené. Semena v nich jsou hnědá, tvrdá a každé je částečně obaleno v červeném masitém míšku, v jedné šištici jich (v souplodí) bývá od dvaceti do třiceti. Po uzrání brzy opadají nebo se stanou potravou ptáků, např. flétňáka tasmánského, kteří mají roznášením semen hlavní zásluhu na přirozeném rozšiřování druhu po horách Tasmánie.

## Rozmnožování
Semena si podržují klíčivost pouze jeden až dva měsíce a jsou po uzrání ihned vhodná pro přímý výsev, v teplé a mírně vlhké půdě trvá klíčení i rok. Klíčení urychluje předchozí stratifikace semen obalených do vlhkého mechu při teplotě +4 °C. Semena z plodů vzniklých opylením pylem z téže rostliny obvykle nejsou plodná, proto musí růst v blízkosti samčí rostlina. Dřeviny je také možno množit na jaře odřezanými, asi 5 cm dlouhými vyzrálými špičkami větví, nebo od báze odříznout boční větev a více než polovinou délky vložit do vlhké směsi mechu a písku. Vypěstování dospělé rostliny schopné přesazení je však dlouhodobý proces, zakořenění roubu i vývoj semenáče vyžaduje specifické podmínky a trpělivost.

## Význam
Microcachrys tetragona se řídce pěstuje i ve Velké Británii, kde vlivem přímořského podnebí v zimě neklesají teploty příliš hluboko pod bod mrazu a v létě ze stejného důvodu tam bývá vyšší vzdušná vlhkost. Vysazuje se ve skalkách mezi kameny, kde v zimě vypadá stále zelená rostlina velmi pěkně, zvláště když dostanou červenou barvu dozrávající samičí šištice. Pro větší nápadnost bývají poléhavé větve pěstovaných keřů již od mládí tvarované do vzpřímeného růstu, tím bývají rostliny více viditelné.

## Galerie

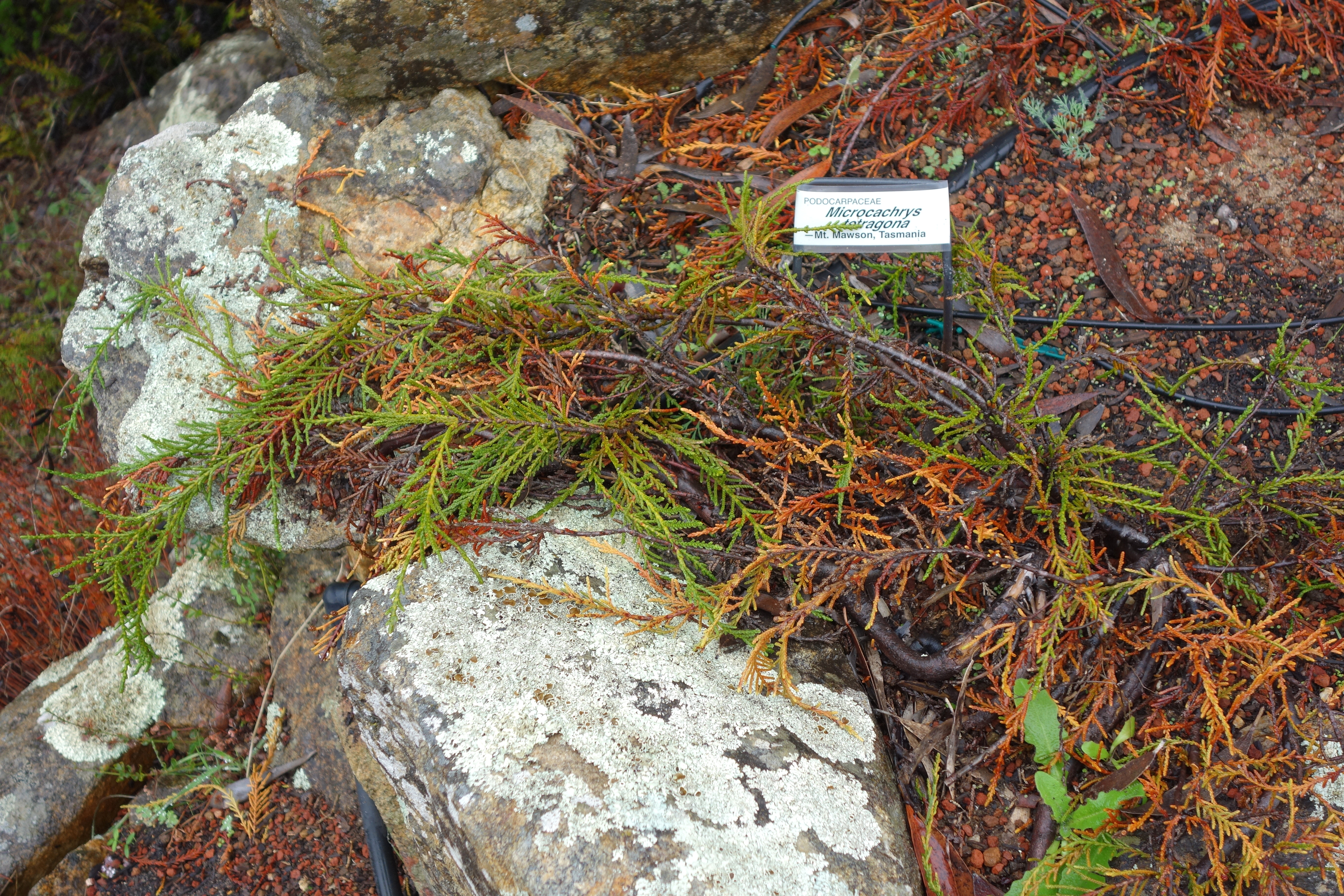
Typické prostředí pro Microcachrys tetragona
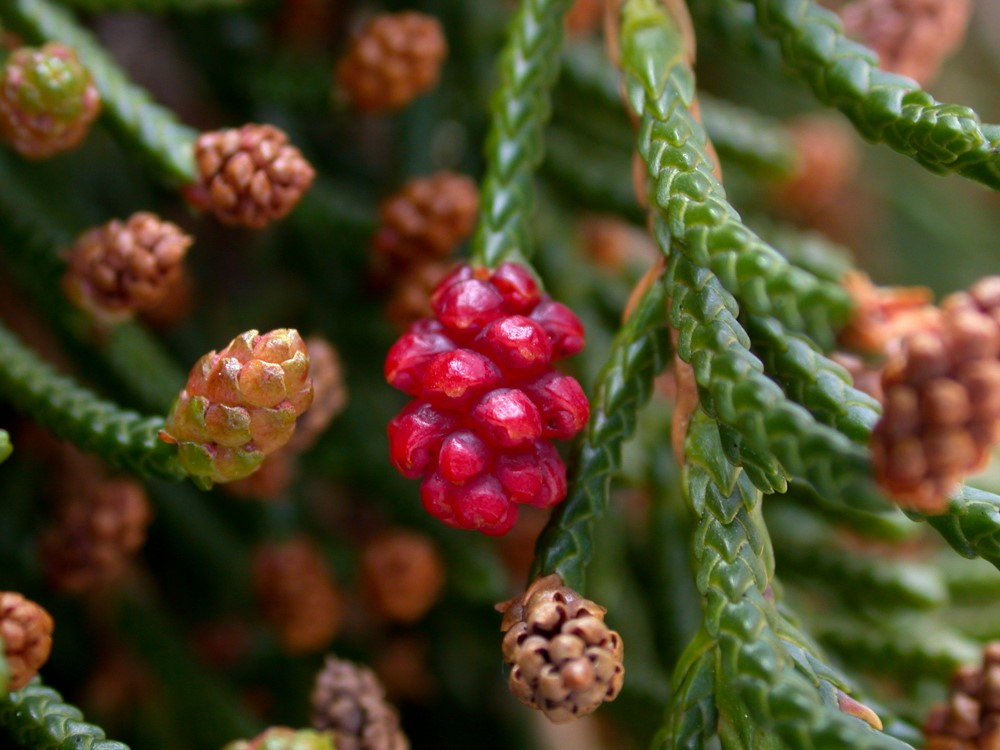
Zrající samičí šištice